# Jean Henri Pareau
Jean Henri Pareau, aussi connu sous le nom Joannes Henricus Pareau (né le 13 mai 1761 à Amsterdam, mort le 1er février 1833  à Utrecht, Pays-Bas) est un théologien de l'église réformée néerlandaise et un orientaliste néerlandais.

## Biographie
Jean Henri Pareau naît le 13 mai 1761 à Amsterdam de Guillaume Henri Pareau et Angélique Croquet. Il étudie les langues orientales à Amsterdam à l'Athenaeum Illustre, ainsi qu'à Leyde. À Amsterdam, ses formateurs sont Pieter Burmann le Jeune, Herman Tollius, Daniel Albert Wyttenbach et Henry Albert Schultens (en) ; À Leyde, il étudie  avec David Ruhnkenius et Lodewijk Caspar Valckenaer. En 1810, il est nommé professeur de théologie à l'université d'Utrecht ; en 1815, il est nommé professeur de langues orientales à la même université, poste qu'il conserve jusqu'en 1830. En 1822-23, il est recteur d'université. En 1831, il est nommé professeur émérite.
Pareau est membre de la Maatschappij der Nederlandse Letterkunde (Société de littérature néerlandaise). De 1808 à 1833, il est membre de l'Académie royale néerlandaise des sciences.
C'est le père du théologien Louis Gerlach Pareau (en) (1800-1866).

## Œuvres
- (la) Commentatio de immortalitatis ac vitae futurae notitiis ab antiq. Jobi scriptis, accedit Sermo Jobi, 1807
- (la) Oratio de amico atque utili graecarum latinarumque literarum cum oriëntalibus consortio, 1808
- (la) Oratio de constanti ac non mutabili oriëntalium ingenio, sacrarum literarum cultoribus suos in usus diligenter observando, 1810
- (la) Disputatio de rationum quae mythicam librorum sacrorum interpretationem suadeant, momento ac pondere, 1814
- Sermons sur quelques textes de l'écriture sainte, 1814
- Sermon, prononcé pour l'ouverture de la réunion des députés des Egl. wall. à Zutfen, 1814
- (la) Antiquitas hebraica breviter descripta, 1817 (12 éditions)
- (la) Commentatio de indole nobilissimi poëmatis Arabici, Kasidaal-Maksoura, quod Ibn Doreidum habet auctorem, 1818
- (la) Principles of interpretation of the Old Testament, 1822 (une traduction de (la) Institutio interpretis Veteris Testamenti)
- (la) Oratio de honoris studio orientalium, 1823
- (la) Disputatio de mythica sacri codicis interpretatione, 1824
- (la) Commentatio de Amralkeisi Moallakah et de hujus carminis indole ac praestantia, 1828